# Лабаши-Мардук
Лабаши-Мардук — царь Нововавилонского царства (апрель/май — июнь 556 года до н. э.), из X Нововавилонской (халдейской) династии.

## Правление
Лабаши-Мардук был сыном и преемником Нергал-шар-уцура (Нериглисара). Правление его было очень кратким. Официальных надписей этого царя не сохранилось (если они вообще были). Несколько деловых контрактов, помеченных именем Лабаши-Мардука, можно считать единственными прижизненными артефактами его существования. Беросс, труд которого не сохранился, но выдержки из которого приводит Иосиф Флавий в своей работе «Против Апиона», это практически всё, что нам известно о его царствовании:

«…принявший власть злоумышленник Нериглисар царствовал четыре года. Его сын Лаборосоарход, который был ещё отроком, правил всего девять месяцев; многое обнаруживало его дурные наклонности, и потому против него составился заговор, и он кончил жизнь в мучениях от рук своих приближенных. После его смерти заговорщики собрались вместе и решили передать власть некоему вавилонянину Набониду, который также входил в число участников заговора».
Хотя Беросс писал, что Лабаши-Мардук был всего лишь отроком, когда стал царём, вавилонские хозяйственные документы указывают на то, что он сам управлял своими делами за два года до своего восшествия на престол, предполагая, что он был взрослым, хотя, возможно, всё ещё относительно молодым человеком.
В середине мая 556 г. до н. э. против него выступил другой претендент на престол — ставленник вавилонской знати и жрецов Набонид. Причём, одни города Вавилонии признавали царём Лабаши-Мардука, другие Набонида. Лабаши-Мардук всё ещё признавался царём в Уруке по крайней мере до 19 июня, а в городе Сиппар по крайней мере, до 20 июня. Самый ранний известный документ, датированный правлением Набонида в Сиппаре, датируется 26 июня. Однако самый ранний документ, датированный Набонидом в городе Ниппур, датирован 25 мая, а самые последние документы, датированные Лабаши-Мардуком в самом Вавилоне, датированы 24 мая. Самая ранняя известная табличка, датированная Набонидом в Вавилоне, датируется 14 июля. В Вавилонии готова была вспыхнуть гражданская война, но этого не произошло, так как в июне Лабаши-Мардук был убит «друзьями», ибо, как говорит Беросс, «проявлял во многих отношениях дурные наклонности», или, по словам Набонида, «не умел править и против воли богов сел на престол». Очевидно, юный царь стал проявлять самостоятельный характер, вопреки ожиданиям жрецов — «друзей» его отца; он не умел править в их духе, а потому был ими устранён. Царём Вавилона стал Набонид. К концу июня 556 года до н. э. таблички, датированные правлением Набонида известны со всей Вавилонии.
Причина переворота, в ходе которого Лабаши-Мардук был убит, неизвестна. Вполне возможно, что, несмотря на то, что Лабаши-Мардук и его отец имели хорошие связи и были богаты, в конечном счёте их считали простолюдинами, не имеющими благородной крови. Хотя жена Нергал-шар-уцур была связала с царской династией как дочь Навуходоносора, но, возможно, что Лабаши-Мардук мог быть сыном Нергал-шар-уцура от другой его жены. Таким образом, восхождение Лабаши-Мардука на трон могло означать настоящий разрыв в династии Навуходоносора и, как таковое, могло вызвать противодействие со стороны вавилонского населения. После смерти Лабаши-Мардука значительные богатства и поместья семьи Нергал-шар-уцура были конфискованы и в конечном итоге перешли к Валтасару, сыну Набонида, который (как основной бенефициар), вероятно, был главным организатором заговора против Лабаши-Мардука.
Беросс говорит, что Лабаши-Мардук правил 9 месяцев. Список царей Урука дает Лабаши-Мардуку всего три месяца правления, а таблички с контрактами из Вавилонии предполагают, что он мог править всего два месяца, последняя засвидетельствованная дата правления Лабаши-Мардука — 13 июня 556 года до н. э. Правда, не исключено, что Лабаши-Мардук был соправителем отца на последних месяцах его жизни. Канон Птолемея вообще не упоминает этого царя, что доказывает краткость его правления.
| X Нововавилонская (халдейская) династия |                                                                    |                   |
| Предшественник: Нергал-шар-уцур         | царь Нововавилонского царства 556 до н. э. (правил 2 или 3 месяца) | Преемник: Набонид |